# Висока-Велика (Лодзинське воєводство)
Висока-Велика (пол. Wysoka Wielka) — село в Польщі, у гміні Кутно Кутновського повіту Лодзинського воєводства.
Населення — 130 осіб (2011).
У 1975-1998 роках село належало до Плоцького воєводства.

## Демографія
Демографічна структура станом на 31 березня 2011 року:
|          | Загалом | Допрацездатний вік | Працездатний вік | Постпрацездатний вік |
| -------- | ------- | ------------------ | ---------------- | -------------------- |
| Чоловіки | 67      | 14                 | 46               | 7                    |
| Жінки    | 63      | 15                 | 35               | 13                   |
| Разом    | 130     | 29                 | 81               | 20                   |